# Hamilton Richardson
Hamilton Richardson (Philipsburg, Sint Maarten, 1940) is een voormalig Nederlands honkballer.

## Jeugd en club
Richardson werd geboren als zoon van de visser Sonny Richardson die met zijn boot de vele kleine eilandjes rondom Sint Maarten beklantte. Toen de oliewinning opkwam verhuisde hij met zijn gezin naar het dorpje Dem op Curaçao waar hij in de olieverwerkende industrie ging werken. Op vierjarige leeftijd liep Hamilton Richardson reeds daar als batboy rond bij het team van Los Antillianos. Als kind honkbalde hij op Curaçao. Nadat zijn ouders toen hij twaalf was terugkeerden naar Sint Maarten werd hij opgevoed door zijn tante Hilda die het belangrijk vond dat hij de MULO zou afmaken ondanks zijn passie voor de honkbalsport. Als jeugdspeler speelde hij op alle posities met een voorliefde voor het werpen. Vanaf vijftien jaar kwam hij uit in het eerste seniorenteam van de vereniging Three Horses en werd geslecteerd voor het nationale jeugdteam van de Antillen.

## Antilliaans team
Op zestienjarige leeftijd werd hij geselecteerd voor het nationale team van de Nederlandse Antillen. Hij kwam voor het team uit in vele interlandtoernooien in Midden- en Zuid-Amerika. Twee jaar later werd hij gescout door een vertegenwoordiger van de Chicago White Sox, Gonzalez, die hem aanbood om mee te doen aan de springtraining van dat voorjaar als werper. Helaas leidde dit niet tot een contract omdat vlak voordat hij naar Chicago zou afreizen hij tijdens een toernooi met het nationale team in de wedstrijd tegen Cuba op Santo Domingo zijn werp-arm brak.

## Nederland
Na zijn MULO ging Richardson werken bij de KLM op Curaçao. Wanneer daar in 1962 forse bezuinigingen volgden besloot hij naar Nederland te verhuizen. Hij sloot zich aan bij de vereniging
Sparta Rotterdam waar in die jaren twee andere van de Antillen afkomstige spelers, Simon Arindell en Hudson John speelden. Met hen vormde hij een gouden trio wat de vereniging mede aan de top van de hoofdklasse bracht. Richardson kwam jarenlang uit als buitenvelder en slagman voor het eerste team van Sparta (van 1998-2012 Sparta/Feyenoord geheten) uit waarmee hij tussen 1963-1974 negenmaal landskampioen werd.

## Nederlands team
Hij speelde in de periode 1965 tot en met 1974 65 interlandwedstrijden voor het Nederlands honkbalteam. Met dit team deed hij mee aan vele toernooien. Tijdens het Europees kampioenschap van 1969 in Wiesbaden in werd hij uitgeroepen tot Meest Waardevolle Speler en Homerun King. Tijdens het wereldkampioenschap van 1970 in Columbus, Ohio werd hij uitgeroepen tot beste buitenvelder. Hij won bij de jaarlijkse uitreiking van de Balinkmedailles van de KNBSB zevenmaal goud en tweemaal zilver als beste slagman en zesmaal goud als meest waardevolle speler van het jaar.

## Erkenning en overige activiteiten
Op 3 mei 1984 werd hij opgenomen in de Hall of Fame van de KNBSB. Na zijn actieve sportcarrière werd Richardson hoofd van de dienst voor sport en recreatie op Sint-Maarten. Hij was actief als coach bij de Detroit Tigers tijdens voorjaarstrainingen en was betrokken bij reddings- en heropbouwacties na de orkanen van 1995 en 1999 in zijn land. In 2000 werd hij benoemd tot Ridder in de Orde van Oranje-Nassau. Ook was Hamilton Richardson actief als ambassadeur van de Johan Cruyff Foundation voor de Cruyff Courts op de Nederlandse Antillen en Aruba.